# Holmelgonia stoltzei
Holmelgonia stoltzei là một loài nhện trong họ Linyphiidae.
Loài này thuộc chi Holmelgonia. Holmelgonia stoltzei được miêu tả năm 1986 bởi Rudy Jocqué & Scharff.